# Camptoscaphiella martensi
Espèce
Camptoscaphiella martensi est une espèce d'araignées aranéomorphes de la famille des Oonopidae.

## Distribution
Cette espèce est endémique du Népal. Elle se rencontre entre 2 800 et 3 150 m d'altitude dans le massif du Dhaulagiri.

## Description
La femelle holotype mesure 2,00 mm.

## Étymologie
Cette espèce est nommée en l'honneur du zoologiste allemand Jochen Martens (de).

## Publication originale
- Baehr & Ubick, 2010 : A review of the Asian goblin spider genus Camptoscaphiella (Araneae, Oonopidae). American Museum novitates, no 3697, p. 1-65 (texte intégral).